# Tamarine Tanasugarn
Tamarine Tanasugarn (Los Angeles, Verenigde Staten, 24 mei 1977) is een voormalig professioneel tennisspeelster uit Thailand. Zij speelt rechtshandig en heeft een tweehandige backhand. Zij werd prof in 1994 en ging in 2015 met pensioen. In 1996 was zij vlagdrager voor Thailand op de Olympische spelen in Atlanta.

## Loopbaan
Enkelspel – Zij debuteerde op de WTA-tour in 1993 op het toernooi van Pattaya en speelde in 1997 voor het eerst in de hoofdtabel van een grandslamtoernooi. In 1998 was zij de eerste Thaise die de vierde ronde van een grandslamtoernooi wist te bereiken. Zij heeft elf WTA-finales gespeeld, waarvan zij er vier won. Haar beste resultaat op de grandslamtoernooien is een kwartfinaleplaats op Wimbledon 2008. Haar hoogste positie op de wereldranglijst is nummer 19 (in mei 2002).
Dubbelspel – In 1995 debuteerde zij op de WTA-tour, op het toernooi van Jakarta en speelde in 1996 voor het eerst in de hoofdtabel van een grandslamtoernooi. Tanasugarn won acht toernooien op de WTA-tour, waarvan twee met de Russin Maria Sjarapova. Haar beste resultaat op de grandslamtoernooien is een halvefinaleplaats op Wimbledon 2011. In het dubbelspel was haar hoogste positie nummer 15 (in september 2004).
Tanasugarn is veelvuldig uitgekomen voor het Thaise Fed Cup-team – zij speelde voor haar land in de seizoenen 1993–1995, 1998, 2000, 2003–2005, 2007–2010 en 2012. Zij kwam bovendien viermaal tijdens de Olympische Spelen uit voor Thailand: 1996, 2000, 2004 en 2008.

## Posities op deWTA-ranglijst
Positie per einde seizoen:
| jaar | rang enkelspel | rang dubbelspel |
| ---- | -------------- | --------------- |
| 1992 | 560            | 690             |
| 1993 | 494            | 461             |
| 1994 | 249            | 347             |
| 1995 | 209            | 248             |
| 1996 | 75             | 128             |
| 1997 | 46             | 86              |
| 1998 | 37             | 72              |
| 1999 | 72             | 113             |
| 2000 | 29             | 70              |
| 2001 | 29             | 102             |
| 2002 | 28             | 124             |
| 2003 | 34             | 61              |
| 2004 | 66             | 20              |
| 2005 | 132            | 127             |
| 2006 | 75             | 134             |
| 2007 | 124            | 82              |
| 2008 | 35             | 47              |
| 2009 | 111            | 108             |
| 2010 | 58             | 71              |
| 2011 | 122            | 68              |
| 2012 | 154            | 69              |
| 2013 | 240            | 93              |
| 2014 | 340            | 182             |
| 2015 | 456            | 288             |

## Palmares

### WTA-finaleplaatsen enkelspel
| nr.              | datum      | toernooi          | tegenstandster    | score         |         |
| ---------------- | ---------- | ----------------- | ----------------- | ------------- | ------- |
| gewonnen finales |            |                   |                   |               |         |
| 1.               | 2003-02-08 | WTA Haiderabad    | Iroda Tulyaganova | 6-4, 6-4      | details |
| 2.               | 2008-06-21 | WTA Rosmalen      | Dinara Safina     | 7-5, 6-3      | details |
| 3.               | 2009-06-20 | WTA Rosmalen      | Yanina Wickmayer  | 6-3, 7-5      | details |
| 4.               | 2010-10-17 | WTA Japan (Osaka) | Kimiko Date-Krumm | 7-5, 6-7, 6-1 | details |
| verloren finales |            |                   |                   |               |         |
| 1.               | 1996-11-18 | WTA Pattaya       | Ruxandra Dragomir | 6-7, 4-6      | details |
| 2.               | 2000-06-12 | WTA Birmingham    | Lisa Raymond      | 2-6, 7-6, 4-6 | details |
| 3.               | 2001-10-01 | WTA Japan (Tokio) | Monica Seles      | 3-6, 2-6      | details |
| 4.               | 2002-01-07 | WTA Canberra      | Anna Smashnova    | 5-7 62-7      | details |
| 5.               | 2002-02-11 | WTA Doha          | Monica Seles      | 6-7, 3-6      | details |
| 6.               | 2006-10-09 | WTA Bangkok       | Vania King        | 6-2, 4-6, 4-6 | details |
| 7.               | 2010-02-14 | WTA Pattaya       | Vera Zvonarjova   | 4-6, 4-6      | details |

### WTA-finaleplaatsen dubbelspel
| nr.              | datum      | toernooi          | partner            | tegenstandsters                        | score            |         |
| ---------------- | ---------- | ----------------- | ------------------ | -------------------------------------- | ---------------- | ------- |
| gewonnen finales |            |                   |                    |                                        |                  |         |
| 1.               | 1998-01-05 | WTA Auckland      | Nana Miyagi        | Julie Halard-Decugis Janette Husárová  | 7-6, 6-4         | details |
| 2.               | 2000-10-16 | WTA Shanghai      | Lilia Osterloh     | Rita Grande Meghann Shaughnessy        | 7-5, 6-1         | details |
| 3.               | 2001-09-30 | WTA Bali          | Evie Dominikovic   | Janet Lee Wynne Prakusya               | 6-7, 6-2, 6-3    | details |
| 4.               | 2003-09-29 | WTA Japan (Tokio) | Maria Sjarapova    | Ashley Harkleroad Ansley Cargill       | 7-6, 6-0         | details |
| 5.               | 2003-10-20 | WTA Luxemburg     | Maria Sjarapova    | Olena Tatarkova Marlene Weingärtner    | 6-1, 6-4         | details |
| 6.               | 2009-02-09 | WTA Pattaya       | Jaroslava Sjvedova | Joelija Bejhelzymer Vitalia Djatsjenko | 6-3, 6-2         | details |
| 7.               | 2010-02-14 | WTA Pattaya       | Marina Erakovic    | Anna Tsjakvetadze Ksenija Pervak       | 7-5, 6-1         | details |
| 8.               | 2012-09-22 | WTA Guangzhou     | Zhang Shuai        | Jarmila Gajdošová Monica Niculescu     | 2-6, 6-2, [10-8] | details |
| verloren finales |            |                   |                    |                                        |                  |         |
| 1.               | 1998-08-10 | WTA Los Angeles   | Olena Tatarkova    | Martina Hingis Natallja Zverava        | 4-6, 2-6         | details |
| 2.               | 2000-02-21 | WTA Oklahoma      | Olena Tatarkova    | Corina Morariu Kimberly Po             | 4-6, 6-4, 2-6    | details |
| 3.               | 2001-10-08 | WTA Shanghai      | Evie Dominikovic   | Liezel Huber Lenka Němečková           | 0-6, 5-7         | details |
| 4.               | 2003-09-15 | WTA Shanghai      | Ai Sugiyama        | Émilie Loit Nicole Pratt               | 3-6, 3-6         | details |
| 5.               | 2004-08-02 | WTA Montréal      | Liezel Huber       | Shinobu Asagoe Ai Sugiyama             | 0-6, 3-6         | details |
| 6.               | 2008-11-02 | WTA Québec        | Jill Craybas       | Anna-Lena Grönefeld Vania King         | 6-7, 4-6         | details |
| 7.               | 2013-04-07 | WTA Monterrey     | Eva Birnerová      | Tímea Babos Kimiko Date-Krumm          | 1-6, 4-6         | details |
| 8.               | 2015-02-15 | WTA Pattaya       | Shuko Aoyama       | Chan Hao-ching Chan Yung-jan           | 6-2, 4-6, [3-10] | details |

### Gewonnen ITF-toernooien enkelspel
| nr. | datum      | toernooi    | dotatie  | tegenstandster     | score              |
| --- | ---------- | ----------- | -------- | ------------------ | ------------------ |
| 1.  | 1996-03-09 | Warrnambool | $ 10.000 | Jane Taylor        | 6-4, 6-1           |
| 2.  | 1996-03-24 | Wodonga     | $ 10.000 | Kristine Radford   | 4-6, 6-4, 7-6      |
| 3.  | 1996-11-03 | Saga        | $ 25.000 | Kazue Takuma       | 6-4, 6-1           |
| 4.  | 1997-06-07 | Surbiton    | $ 25.000 | Aleksandra Olsza   | 5-7, 7-6, 5-0 opg. |
| 5.  | 1999-06-05 | Surbiton    | $ 25.000 | Surina de Beer     | 6-4, 5-7, 6-2      |
| 6.  | 1999-10-10 | Saga        | $ 25.000 | Vanessa Webb       | 6-3, 6-3           |
| 7.  | 2000-05-07 | Gifu        | $ 50.000 | Shinobu Asagoe     | 7-5, 6-4           |
| 8.  | 2005-11-13 | Shenzhen    | $ 50.000 | Miho Saeki         | 6-2, 6-4           |
| 9.  | 2006-11-05 | Shanghai    | $ 50.000 | Akgul Amanmuradova | 6-3, 6-3           |
| 10. | 2008-05-04 | Gifu        | $ 50.000 | Kimiko Date-Krumm  | 4-6, 7-5, 6-2      |
| 11. | 2010-09-12 | Noto        | $ 25.000 | Nudnida Luangnam   | 7-5, 6-2           |
| 12. | 2011-05-08 | Fukuoka     | $ 50.000 | Chan Yung-jan      | 6-4, 5-7, 7-5      |
| 13. | 2011-11-27 | Toyota      | $ 75.000 | Kimiko Date-Krumm  | 6-2, 7-5           |
| 14. | 2014-09-07 | Noto        | $ 25.000 | Lee Ya-hsuan       | 6-0, 6-4           |

## Resultaten grandslamtoernooien
| Legenda | Legenda                          |
| ------- | -------------------------------- |
| g.t.    | geen toernooi gehouden           |
| l.c.    | lagere categorie                 |
| –       | niet deelgenomen                 |
| G       | uitgeschakeld in de groepsfase   |
| 1R      | uitgeschakeld in de eerste ronde |
| 2R      | uitgeschakeld in de tweede ronde |
| 3R      | uitgeschakeld in de derde ronde  |
| 4R      | uitgeschakeld in de vierde ronde |
| KF      | uitgeschakeld in de kwartfinale  |
| HF      | uitgeschakeld in de halve finale |
| F       | de finale verloren               |
| W       | het toernooi gewonnen            |
| w-v     | winst/verlies-balans             |

### Enkelspel
| Toernooi        | 1997 | 1998 | 1999 | 2000 | 2001 | 2002 | 2003 | 2004 | 2005 | 2006 | 2007 | 2008 | 2009 | 2010 | 2011 | 2012 |
| --------------- | ---- | ---- | ---- | ---- | ---- | ---- | ---- | ---- | ---- | ---- | ---- | ---- | ---- | ---- | ---- | ---- |
| Australian Open | 3R   | 4R   | 1R   | 3R   | 3R   | 3R   | 3R   | 1R   | 2R   | 1R   | 1R   | 1R   | 1R   | 2R   | 1R   | 1R   |
| Roland Garros   | 2R   | 1R   | 1R   | 2R   | 1R   | 3R   | 1R   | 1R   | 1R   | –    | 2R   | 1R   | 2R   | 1R   | –    | 1R   |
| Wimbledon       | 3R   | 4R   | 4R   | 4R   | 4R   | 4R   | 1R   | 4R   | 2R   | 3R   | 1R   | KF   | 1R   | 1R   | 2R   | 1R   |
| US Open         | 3R   | 1R   | 2R   | 3R   | 1R   | 2R   | 4R   | 1R   | 1R   | –    | 1R   | 1R   | 1R   | –    | 1R   | –    |

### Vrouwendubbelspel
| Toernooi        | 1996 | 1997 | 1998 | 1999 | 2000 | 2001 | 2002 | 2003 | 2004 | 2005 | 2006 | 2007 | 2008 | 2009 | 2010 | 2011 | 2012 | 2013 | 2014 |
| --------------- | ---- | ---- | ---- | ---- | ---- | ---- | ---- | ---- | ---- | ---- | ---- | ---- | ---- | ---- | ---- | ---- | ---- | ---- | ---- |
| Australian Open | –    | 1R   | 1R   | 1R   | 3R   | –    | –    | 1R   | 2R   | –    | 2R   | 1R   | 2R   | 1R   | 1R   | 1R   | 1R   | 1R   | 1R   |
| Roland Garros   | –    | 1R   | 1R   | 1R   | 1R   | –    | 2R   | –    | 2R   | 1R   | –    | 2R   | 1R   | 1R   | 1R   | –    | 3R   | 2R   | –    |
| Wimbledon       | 2R   | 1R   | 2R   | 1R   | 1R   | –    | 2R   | –    | 2R   | 1R   | –    | 2R   | 2R   | 2R   | 1R   | HF   | 3R   | 3R   | –    |
| US Open         | –    | 2R   | 2R   | –    | 1R   | –    | –    | –    | KF   | 1R   | –    | 2R   | 1R   | –    | –    | 1R   | 2R   | –    | –    |

### Gemengd dubbelspel
| Toernooi        | 2009 |
| --------------- | ---- |
| Australian Open | –    |
| Roland Garros   | –    |
| Wimbledon       | 2R   |
| US Open         | –    |